# Carretera de Nebraska 116
La Carretera de Nebraska 116, y abreviada NE 116 (en inglés: Nebraska Highway 116) es una carretera estatal estadounidense ubicada en el estado de Nebraska. La carretera inicia en el Sur desde la NE 15  oeste de Concord hacia el Norte en la US 20  norte de Dixon. La carretera tiene una longitud de 10,6 km (6.60 mi).

## Mantenimiento
Al igual que las autopistas interestatales, y las rutas federales y el resto de carreteras estatales, la Carretera de Nebraska 116 es administrada y mantenida por el Departamento de Carreteras de Nebraska por sus siglas en inglés NDOR.